# 温德兰
温德兰（法語：Hundling，法語發音：[undlɛ̃]；洛林法兰克语：Hindlinge）是法国摩泽尔省的一个市镇，属于萨尔格米讷区。

## 地理
温德兰（49°6'25"N, 6°58'53"E）面积6.63 平方千米，位于法国大東部大區摩泽尔省，该省份为法国东北部内陆省份，是洛林的一部分，西南接默尔特-摩泽尔省，东临下莱茵省，北与卢森堡和德国接壤。
与温德兰接壤的市镇（或旧市镇、城区）包括：埃内斯特维莱尔、盖伯努斯、伊普兰、梅灿、努斯维莱尔-圣纳博尔、鲁兰、武斯特维莱尔。

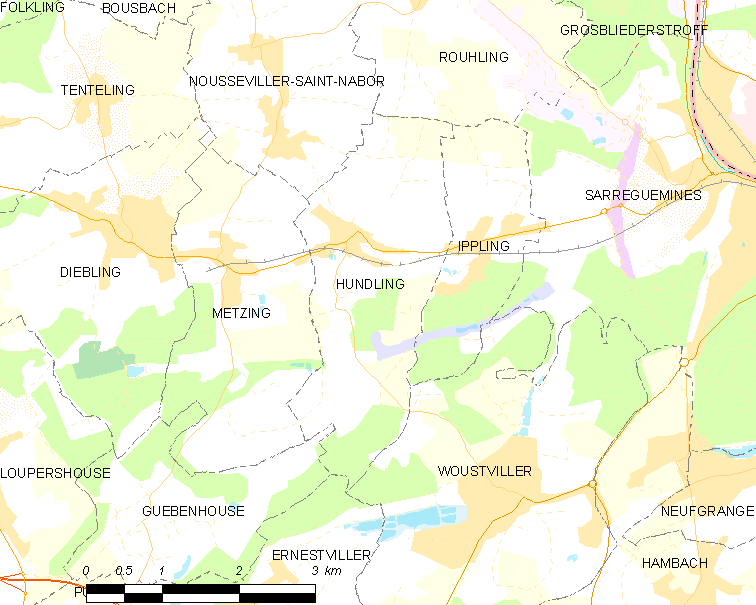
温德兰的OSM定位图

温德兰的时区为UTC+01:00、UTC+02:00（夏令时）。

## 行政
温德兰的邮政编码为57990，INSEE市镇编码为57340。

## 政治
温德兰所属的省级选区为萨尔格米讷县。

## 人口

1962-2008年间温德兰人口变化图示

温德兰于2022年1月1日时的人口数量为1344人。